# نبرد پونگدو
نبرد پونگدو (به ژاپنی: Hoto-oki kaisen (豊島沖海戦) (豊島沖海戦) ) اولین نبرد دریایی در اولین جنگ چین و ژاپن بود. این نبرد در ۲۵ ژوئیه ۱۸۹۴ در نزدیکی آسان ، استان چونگچانگ جنوبی ، کره، و بین رزم‌ناوهای نیروی دریایی امپراتوری ژاپن و اجزای ناوگان چینی بیانگ رخ داد.